# Carl Ehrenpreus
Carl Didrik Ehrenpreus, född den 18 januari 1692 i Örebro, död den 21 februari 1760 i Stockholm, var svensk greve, statsman, universitetskansler och riksråd.

## Biografi

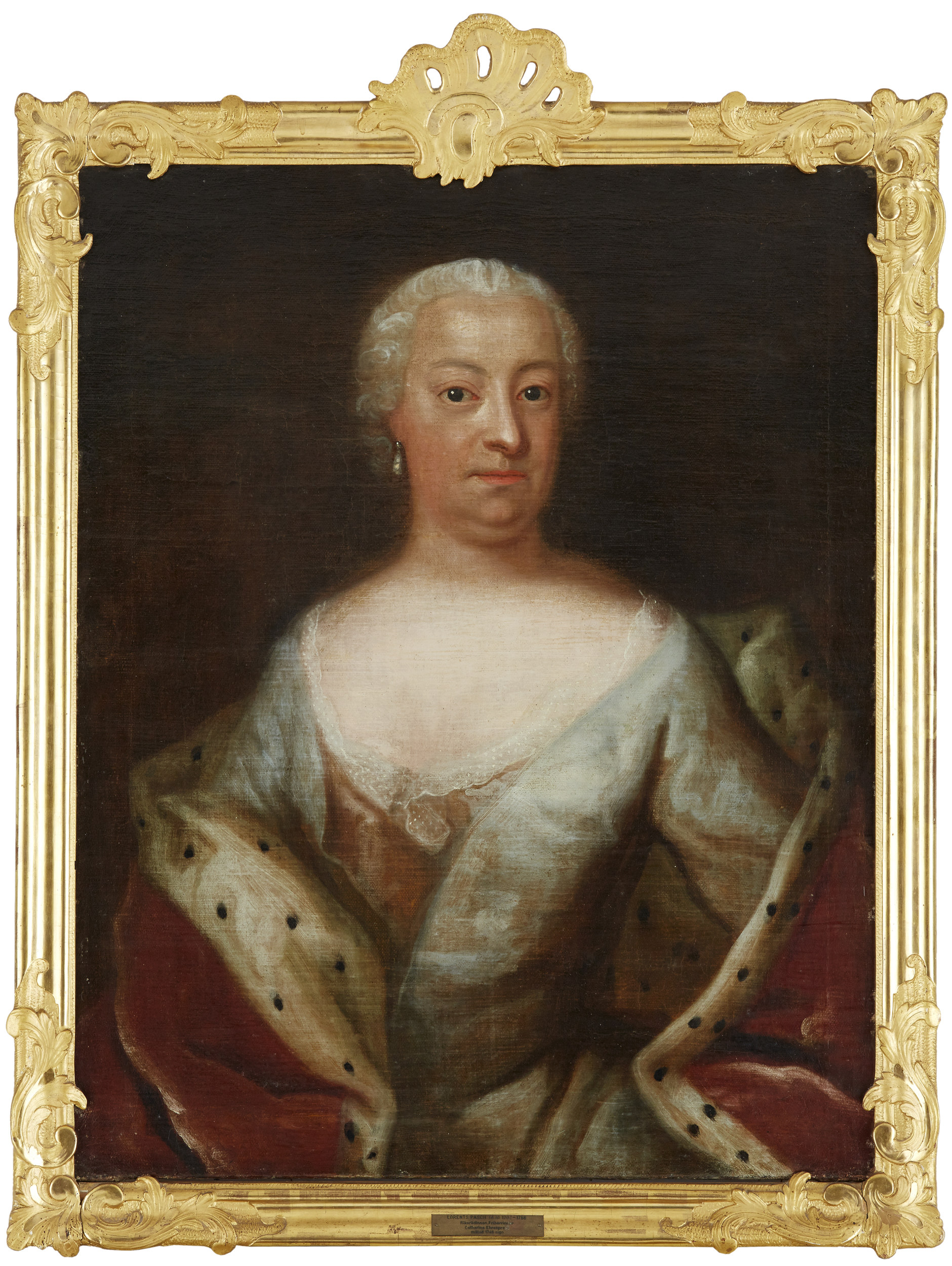
Friherrinnan Catharina Ehrenpreus (1692–1775) som var gift med Carl. Hon är iklädd en mantel i karmosinrött med kanter av hermelin. Detta då hennes man var riksråd. Avporträtterad 1748 av Lorens Pasch den äldre.

Ehrenpreis föräldrar var överinspektorn vid därvarande gevärsfaktorier och harneskfabrik Hans Preuss, sedan adlad Ehrenpreus, och Anna Clerck nr 433. Han var gifte sig 1716 med Catharina Linroth.
De studier Ehrenpreus påbörjat, dels under enskild handledning, dels i stadens tyska skola, fortsatte han vid Uppsala universitet, där han vid fjorton års ålder skrevs in. Han blev 1711 extra ordinarie kanslist i kansliet, befordrades 1712 till kopist vid utredningsexpeditionen.

### Arbete vid Karl XII:s kansli i Bender
År 1712 skickades han till Bender för att arbeta vid konungens kansli där. Hans chef, greve Arvid Horn, som uppmärksammat hans flit och goda kunskaper, lät honom välja mellan en ledig kanslistbefattning hemma i landet eller att resa ut och arbeta i kungens närhet och därigenom vinna en snabbare befordran.
Trots att han själv måste stå för resekostnaderna, valde han utan betänkande det senare och avreste 1712 i sällskap med dåvarande kanslisten, sedermera riksrådet, friherre Olof Cederström. Både Östersjön och Nordsjön kringsvärmades vid denna tid av fientliga kryssare, varför de viktiga depescher de resande medförde, lades i en säck fäst vid en järnkula, för att vid fara sänkas i sjön. Det lyckades dem emellertid att rädda både dokumenten och sig själva och oskadda landstiga i Amsterdam, varifrån de över Ungern och Siebenbürgen anlände till Bender.
Vid kalabaliken (1 februari 1713) visade Ehrenpreus stort mod. Det uppges, att kungen tänkt att som belöning ge honom fullmakt som överstelöjtnant, men att Ehrenpreus undanbett sig denna befordran. Han hade under hela striden hållit sig vid kungens sida och blev tillsammans honom tillfångatagen, men efter åtta dagars fängelse friköpt av en utländsk handlande La Moutraye. Vid tillfångatagandet misshandlades han så svårt att han blev sängliggande och endast genom holsteinske ministern Fabrices ingripande undgick han döden.
Sedan följde Ehrenpreus kungen till Timurtasch och Didymóteicho, varifrån han som kommissionssekreterare fick ledsaga generalmajor Grotthuss på en beskickning till Konstantinopel. Här stannade han en tid för att uppbära en penningsumma, som skulle anskaffas åt kungen. Efter utfört värv anträdde han hemresan och anlände i december 1714 till Stralsund, stannade där under hela belägringen och återvände i december 1715 till Sverige. Först när kungen själv lämnade staden, gick Ehrenpreus ombord på en jakt, som medförde alla kansliets handlingar och lyckades efter otaliga faror och äventyr föra dem till Ystad.

### Domarkarriär
År 1718 blev han assessor i Svea hovrätt och 1729 hovrättsråd. Som domare utmärkte han sig för goda juridiska insikter, skarpsinne och oväld.

### Ledamot av sekreta utskottet
Vid riksdagarna 1731, 1734 och 1738 var Ehrenpreus ledamot av sekreta utskottet och framträdde såsom en vältalig och oförtruten kämpe för de ekonomiska och politiska åsikter, som utmärkte det unga, uppåtsträvande hattpartiet, till vilket han slöt sig från dess bildande 1734. Vid partiets seger 1739 upphöjdes Ehrenpreus från hovrättsråd till riksråd - en befordran, som den tiden ansågs för något nästan oerhört. Han blev i det följande ända till sin död en av rådets mest verksamma, inflytelserika och ansedda medlemmar.

### Belöningar och utnämningar
Hans förtjänster om hattpartiet, till vars pålitligaste anhängare han hela tiden räknades, belönades efter segern mot mössorna vid 1746-47 års riksdag med en gåva om 16 000 daler silvermynt och upphöjelse i friherrligt stånd (1747). Samma år utnämndes han till president i lagkommissionen och 1748 blev han serafimerriddare och 1751 Uppsala universitets kansler samt samma år greve.

### Universitetskansler i Uppsala
Som kansler verkade han ivrigt för universitetets bästa. Han överlämnade även till detsamma för ett ovanligt billigt pris sin dyrbara myntsamling om 3 000 mynt och medaljer som än idag bevaras i Uppsala universitets myntkabinett. Till biblioteket skänkte han bland annat 120 runstavar. På de nio år, under vilka han innehade kansleriatet, inrättades inte mindre än två nya lärostolar, den Kalsenianska och den Borgströmska, och tre adjunkturer, i juridik, kemi och botanik. Nya auditorier byggdes, instrument- och modellsamlingar anskaffades till flera discipliner, biblioteket utökades och erhöll nya anslag. Han var sedan 1746 ledamot av Vetenskapsakademien.